# Eugène Bozza
Eugène Bozza (Niça, 4 d'abril de 1905 - Valenciennes, 28 de setembre de 1991) va ser un compositor i director francès.

## Biografia
Fill de mare francesa i pare italià, Bozza va estudiar al Conservatori de París. Era un alumne brillant, guanyant els primers premis de violí, direcció i composició. El 1934 va guanyar el Premi de Roma amb la seva fantasia lírica La Légende de Roukmani. Després de l'estada a Itàlia que va venir amb aquest premi, Bozza va treballar com a director de l'Òpera Còmica de París de 1939 a 1948. El 1951 es va mudar a Valenciennes per ser el director de l'Escola Nacional de Música, posició que va conservar fins a la seva jubilació, el 1975. El 1956 va esdevenir Cavaller de la Legió d'Honor.